# Amazonの税徴収方針
Amazonの税徴収方針は長年にわたって変化してきた。米国では州と地方の売上税が連邦政府レベルではなく州と地方から課税される。
アマゾンの拠点がある大半の国々は売上税や付加価値税は全国均一であり、アマゾンはすべての消費者から税金を徴収することを強いられている。
多くのアメリカの州がアマゾンや他のネット通販業者に州と地方の売上税を消費者から徴収するように強いるためにオンラインショッピングの売上税法を制定した。アマゾンは当初2011年時点では５州からしか売上税を徴収していなかったが2017年は4月時点では売上税がある45州全てとワシントンD.C.の消費者から売上税を徴収している。
アマゾンはアラスカ州、デラウェア州、モンタナ州、ニューハンプシャー州、オレゴン州の5州は州の売上税がないため売上税を徴収していない。

## 関連企業
アマゾンは地方のパートナーとの縁を切ったり、問題になっている州を離れることで州政府からの脅威をたびたび克服してきた。アマゾンはコロラド州政府によるネットの購入者から売上税を徴収しようとする試みのため、同州の関連企業との関係を断ち切った。アマゾンはイリノイ州の関連企業に対しても同じ問題を巡り類似の措置をとると警告した。 2011年2月、アマゾンは売上税の論争を巡りテキサス州ダラスの配送センターを閉鎖する予定と発表した。

## 存在分離
アマゾンは税金問題のために別々に扱われる子会社を作っており、これは「存在分離」と呼ばれる法的なテクニックだった。Kindleを開発した子会社はカリフォルニアに存在するが、Kindleを直接消費者に販売することはなかったので、アマゾンの法的な立場はカリフォルニアで売上税を徴収する必要はないということだった。2009年9月30日に終了する四半期末の財務報告書でアマゾンは州や議会によって売上税を徴収する義務を賦課されるのは「当社の将来の売り上げを減少させる」と述べている
。